# Musaria turki
Musaria turki är en skalbaggsart som först beskrevs av Ludwig Ganglbauer 1884.  Musaria turki ingår i släktet Musaria och familjen långhorningar.
Artens utbredningsområde är Iran. Inga underarter finns listade i Catalogue of Life.